# IC 2205
IC 2205 је спирална галаксија у сазвјежђу Близанци која се налази на листи објеката дубоког неба у Индекс каталогу.
Деклинација објекта је + 26° 52' 22" а ректасцензија 7h 46m 54,5s. Привидна величина (магнитуда) објекта IC 2205 износи 14,1 а фотографска магнитуда 14,9. IC 2205 је још познат и под ознакама CGCG 148-15, NPM1G +26.0122, PGC 21773.